# Valencia Sport Club
Valencia Sport Club es un club de fútbol venezolano, establecido en la ciudad de Valencia, que participó en la Tercera División de Venezuela.

## Historia
Comenzó su participación en los torneos profesionales de la FVF, en la Segunda División B Venezolana 2011/12, temporada que comenzó con el Torneo Apertura 2011, donde el cuadro carabobeño tomó parte en el grupo central junto a rivales como La Victoria FC, Pellicano FC y el CALH, siendo su sede para el debut en la categoría las instalaciones del Club Social Madeirense de Valencia. El partido de debut en el torneo fue en condición de local ante el Centro Social Italo Venezolano de Valencia Fútbol Club, partido que finalizó 2-1 a favor del Valencia SC y que marcaría el camino de un gran semestre, donde finalizaron en la segunda posición de grupo, tras sumar 27 puntos en un total de 14 partidos, avanzando así al Torneo de Permanencia 2012, torneo donde sólo 10 equipos lograrían clasificar a la Segunda División de Venezuela, y el restante de equipos, pasarían a formar parte de la Tercera División de Venezuela, debido a que la "Segunda B" sería Suprimida. A cargo del profesor Richard Moforte, el cuadro carabobeño comenzó su preparación para el segundo torneo de la temporada, torneo donde las cosas no salieron tan bien como en el semestre anterior: Apenas 5 victorias en 16 jornadas, y un total de 18 puntos sumados a lo largo del semestre ubicaron al combinado verdiblanco en la séptima casilla del grupo central, debiendo jugar así en la Tercera División de Venezuela para la temporada siguiente.
Con Carlos "Motorcito" Hernández como nuevo entrenador, el Valencia SC participó en la Tercera División Venezolana 2012/13, tomando parte en el Grupo Central I del Torneo Apertura 2013, un grupo reñido en donde 5 de los 6 participantes llegaban con posibilidades de avanzar al Torneo de Promoción y Permanencia 2014 en la última fecha. Sólo un punto separó al equipo carabobeño de avanzar a la antes mencionada instancia, tras un gran semestre donde sumó un total de 16 puntos, producto de 4 victorias, 4 empates y 2 derrotas, siendo los clasificados Lanceros de Zamora FC y Pellicano FC al torneo de promoción y permanencia. Tomó parte en el Torneo Clausura 2014, compartiendo el Grupo Centro-Occidental con rivales como Potros de Barinas Fútbol Club, Atlético Turén y Unión Deportiva Lara. Finalizó en la tercera posición de grupo, tras sumar un total de 15 unidades, en la que sería su última incursión en los torneos profesionales hasta el momento. Hoy en día se encuentra compitiendo en las categorías menores y en el fútbol femenino, donde han ganado renombre en la escena futbolística femenina del país.